# Fiestas de Primavera de Murcia
Las Fiestas de Primavera se celebran en Murcia la semana posterior a la Semana Santa. Estas son las celebraciones más importantes de la capital murciana, junto a la Feria de Murcia. Aún siendo oficialmente un evento de la ciudad de Murcia, estas fiestas primaverales transcienden lo local, adquiriendo también un carácter comarcal. Su influencia se ve reflejada en municipios de la Huerta de Murcia, Vega Media del Segura y Vega Baja del Segura. 
Estas fiestas comenzaron con tal denominación en 1899, e inicialmente las componían únicamente la Batalla de Flores y el Entierro de la Sardina, aunque este último es un desfile que data de 1850, al igual que el Bando de la Huerta, que se remonta a 1849. Los dos festejos, Bando de la Huerta y Entierro de la Sardina, surgieron como una prolongación del Carnaval.

## Bando de la Huerta
Véase el artículo principal del Bando de la Huerta
El Bando de la Huerta (Bando e la Güerta en dialecto panocho) es el nombre que recibe el día grande de las fiestas de la ciudad de Murcia. Título que comparte con el Entierro de la Sardina y que tiene lugar el martes de Pascua. Se enmarca dentro de las llamadas Fiestas de Primavera, celebradas la semana posterior a Semana Santa. La jornada es en sí toda una exaltación de las tradiciones huertanas, tan íntimamente ligadas a la historia de ciudad. La inmensa mayoría de los murcianos se echan a la calle durante todo el día, ataviados con los trajes típicos de la localidad. En 2012 fueron declaradas Fiesta de Interés Turístico Internacional. Esta festividad se celebra siempre el martes siguiente a la Semana Santa.

### Elección de Reina de la Huerta
Previamente a las Fiestas de Primavera, se elige a un grupo de muchachas murcianas de entre las cuales son seleccionadas una corte y la Reina de la Huerta, cuya función será representar a la ciudad de Murcia por todo el país durante un año. Este título es semejable al de Fallera Mayor de Valencia, o la Bellea del Foc de Alicante. Las aspirantes deben pasar varias pruebas donde se mide su capacidad comunicativa y cultura general, de este modo intenta desmarcarse, en cierta manera del mero concurso de belleza que era en épocas anteriores. La ganadora consigue así la Corona de Azahar que le otorga esa representación durante un año, hasta las próximas Fiestas de Primavera.

### Misa Huertana
La fiesta comienza con una Misa Huertana frente a la fachada barroca de la catedral, a la que sigue una vistosa Procesión con la imagen de la Virgen de la Fuensanta, patrona de la ciudad.

### Desfile del Bando de la Huerta

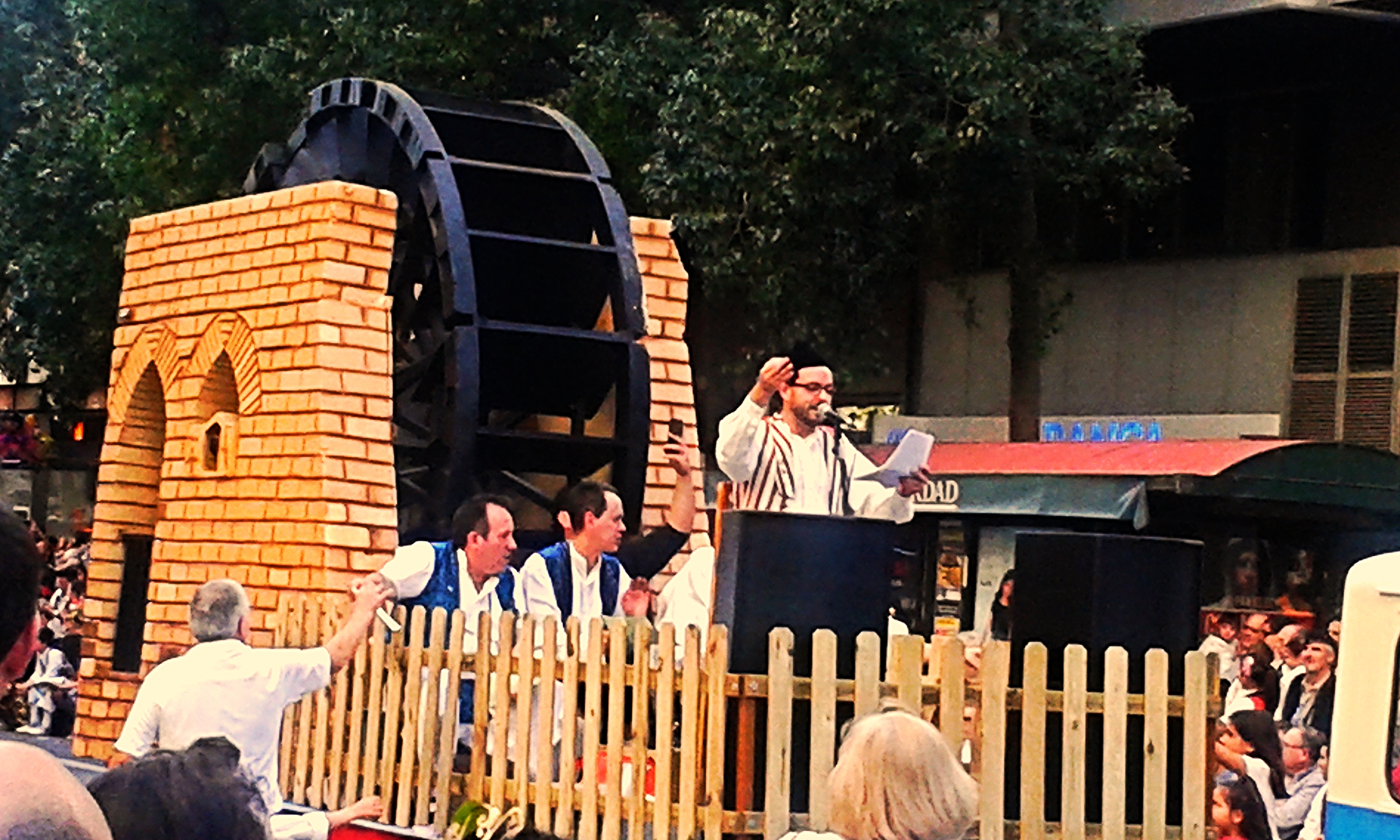
Bando huertano proclamado desde una carroza durante el desfile

Por la tarde, recorre la ciudad el Desfile del Bando de la Huerta. La cabalgata está compuesta por bandas de música, gigantes y cabezudos, grupos de danzantes y carrozas, en las cuales se muestran labores y elementos típicos de la huerta murciana. Personas vestidas con trajes de época llevan a cabo bailes típicos de la Región de Murcia, o reparten alimentos propios de la gastronomía murciana.
El desfile pretende poner en valor las costumbres, labores y características etnológicas de la Huerta de Murcia y alentar a través de un regionalismo cultural la protección el cuidado de esas tradiciones, el patrimonio huertano y el habla de la huerta murciana.  
En este desfile se muestran también las carrozas que acompañan a la Reina de la Huerta y su Corte infantil y juvenil.

## Murcia en Primavera
En el día siguiente al Bando de la Huerta, se celebra por las calles de la ciudad de Murcia el desfile Murcia en Primavera. Con esta exposición se pretende destacar la importancia que tienen las flores dentro de la Región de Murcia. Las flores utilizadas para la decoración de las carrozas de la Batalla de las Flores, desfile que se celebrará al día siguiente, las suministran productores y mayoristas de la Región de Murcia o de provincias limítrofes. 

## Día del Pastel de Carne

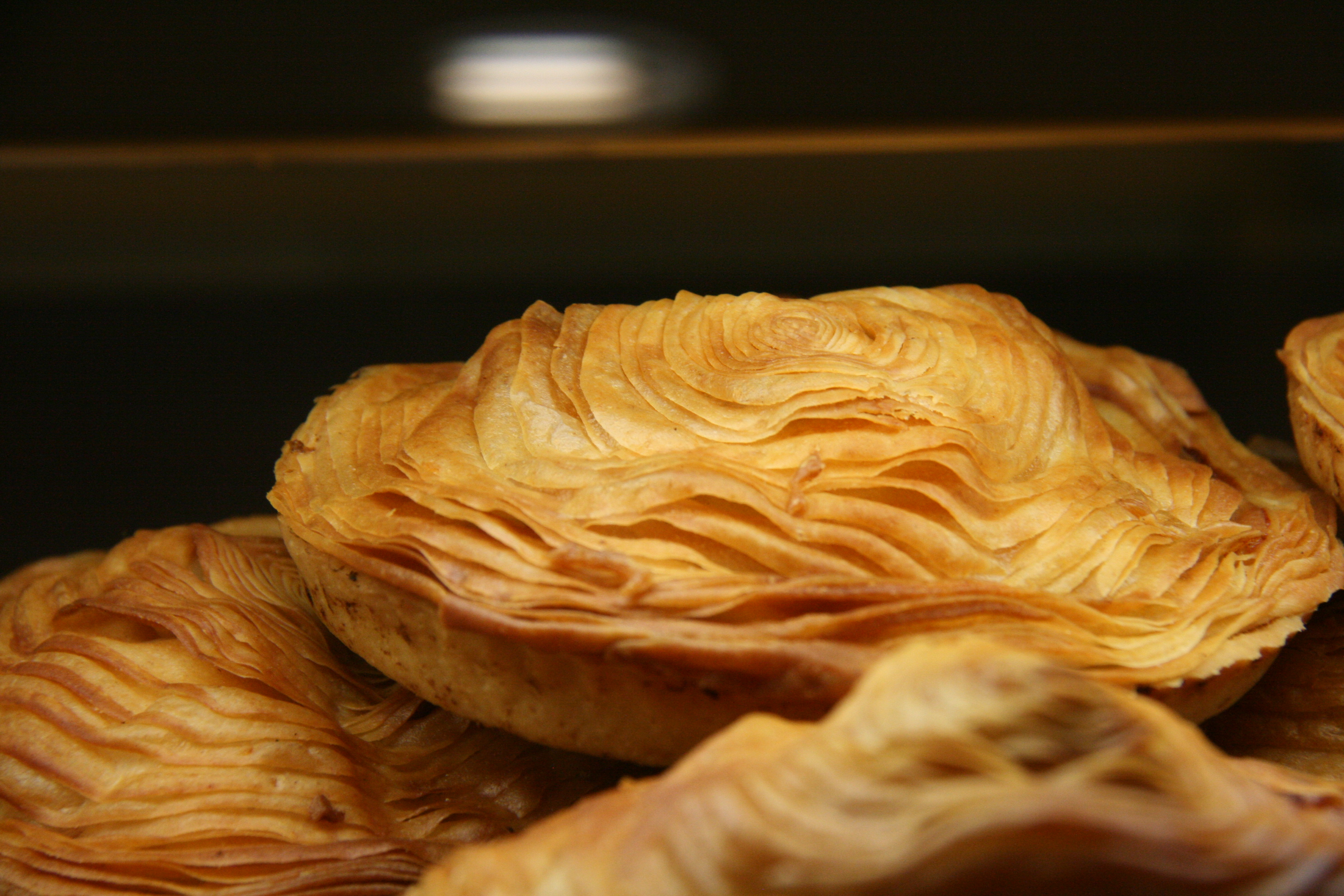
Pastel de carne

El miércoles de las Fiestas de Primavera, justo después del desfile Murcia en Primavera, se celebra en Plaza del Cardenal Belluga (37°59′02″N 1°07′46″O / 37.983942, -1.129401) el Día del Pastel de Carne, donde varios de los más importantes pasteleros de Murcia reparten entre todos los asistentes un gran número de este sabroso manjar, acompañado de cervezas Estrella de Levante.
A diferencia de las celebraciones centenarias que componen las Fiestas de Primavera, esta celebración es relativamente moderna. Su finalidad es la de dar a conocer este alimento que se elabora en toda la Región de Murcia, especialmente característico en la capital murciana.

## Entierro de la Sardina
Véase el artículo principal del Entierro de la Sardina en Murcia
El Entierro de la Sardina es la victoria de don Carnal sobre doña Cuaresma, es una fiesta pagana, de la mitología y del fuego, y es una noche mágica de visita obligada a la ciudad.
El origen del Entierro de la Sardina se remonta a mediados del siglo XIX. La organización del festejo corre a cargo de los Grupos Sardineros, cuyos nombres responden a la mitología griega y romana, y que durante los días previos animan a la ciudad  de Murcia con sus pasacalles. Se divide en tres partes:

### Llegada de la Sardina
Dentro del contexto de un paulatino "crescendo" festivo, la llegada de la Sardina supone el primer gran acto de los festejos sardineros antes del "Velatorio", la lectura del "Testamento" y la catarsis final del "Entierro" en la noche del sábado.
En los días previos, ha tenido lugar la compra de la sardina y las charangas y pasacalles han ido propagando un ambiente festivo, al tiempo que distintos actos se han ido sucediendo organizados por los grupos sardineros.
La anhelada llegada del pez se produce desde un municipio de la Región que varía cada año, lugar de partida donde con motivo de la despedida se organiza una multitudinaria fiesta con desfiles y reparto de juguetes, anticipando lo que sucederá días más tarde en la propia ciudad de Murcia.
Peculiares medios de transporte
Otra peculiaridad es que el traslado de la sardina desde la localidad correspondiente se realiza en un medio de transporte distinto cada año, habiéndose empleado en ediciones anteriores desde globos hasta parapentes, pasando por camiones de bomberos y helicópteros.

### Testamento de la Sardina

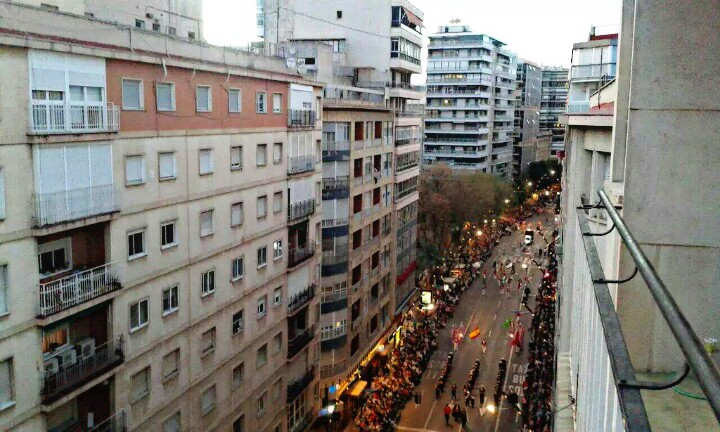
Desfile del Testamento de la Sardina

La lectura del satírico Testamento de la Sardina es uno de los actos importantes de los festejos sardineros, dentro de estos viene precedida por la llegada de la Sardina y antecede el multitudinario Entierro del sábado noche.
El Desfile
Como aperitivo antes de proceder a la lectura testamentaria, se despliega un desfile lúdico por las principales arterias de la ciudad, de esta manera, en medio de una gran algarabía, el testamento va recorriendo las calles de Murcia antes de su "solemne" lectura.
Doña Sardina
"Doña Sardina" es la encargada de exponer estas últimas voluntades siempre impregnadas de un acentuado sentido del humor con el que se parodian todos los ámbitos de la actualidad, sin que ningún tema por espinoso que resulte deje de ser objeto de la hilaridad generalizada.
Últimas Ediciones
Normalmente la distinción de "Doña Sardina", y por tanto la de la lectura del testamento, suele recaer en una mujer relevante en el campo de los medios de comunicación.
Así, en los últimos años, el cargo ha recaído en profesionales como María Escario, Patricia Betancort o Elsa Anka, siendo en 2006 nombrada Doña Sardina la ex Miss España murciana María José Besora, en 2007 la periodista Nieves Barnuevo, en 2008 Marta Valverde, en 2009 la periodista cartagenera Noelia Arroyo, en 2010 la actriz Pepa Aniorte, en 2011 la presentadora Eva Abril, en 2012 la cantante Ruth Lorenzo y en 2013 la actriz Belinda Washington.

### Gran desfile del Entierro de la Sardina

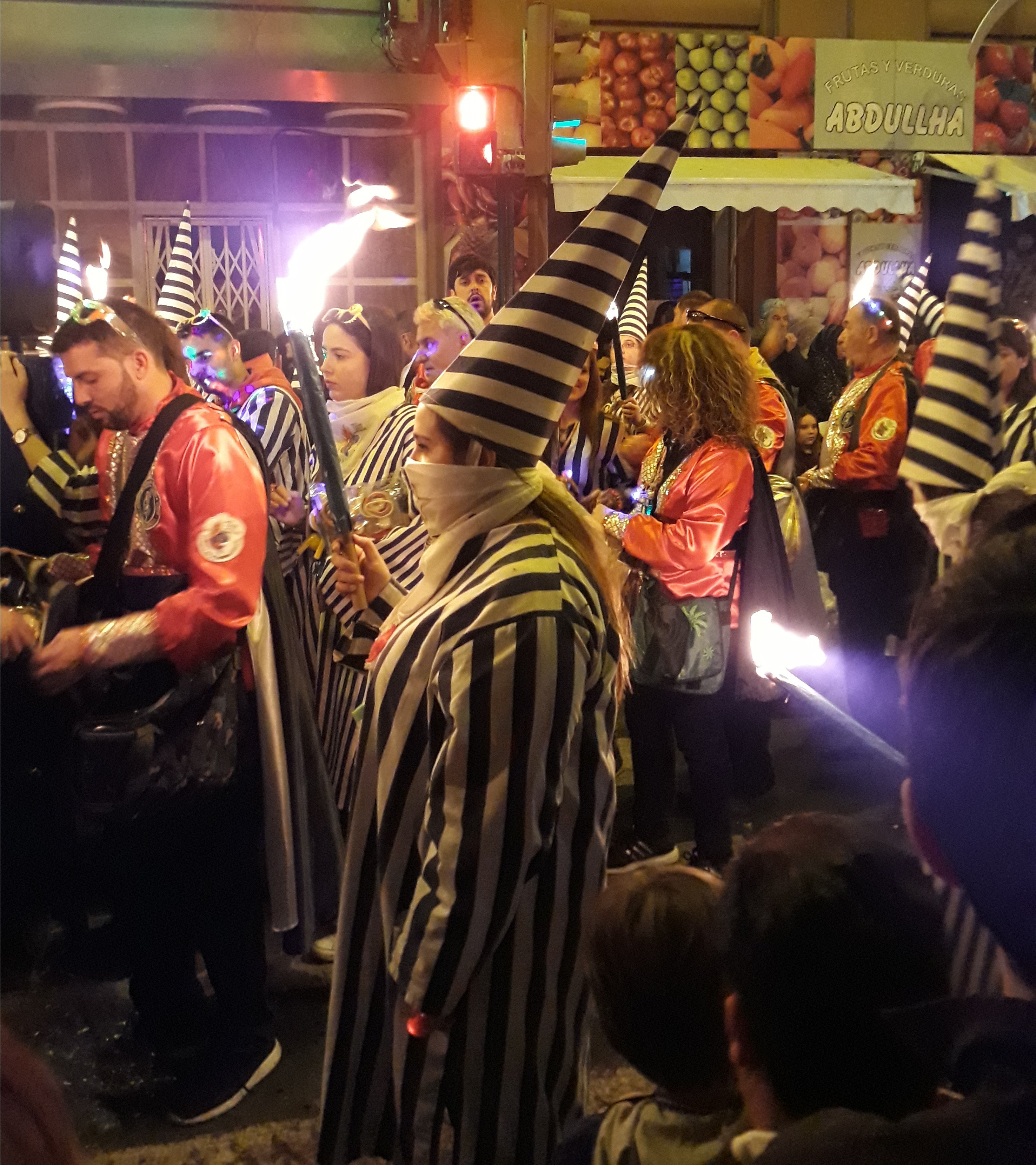
Hachonera en el Entierro de la Sardina

El Entierro de la Sardina es una fiesta única y original que se celebra el sábado siguiente a la conclusión de la Semana Santa, suponiendo el colofón a las "Fiestas de Primavera".
El Entierro nos retrotrae a viejos mitos paganos en los que el fuego cumple una función purificadora esencial, al tiempo que supone una alegoría de la victoria de don Carnal sobre doña Cuaresma, en la que retorna el carnaval para ahuyentar los rigores y privaciones de la Semana Santa recién concluida.
El origen del festejo data de mediados del siglo XIX, cuando un grupo de estudiantes de que se reunían en la rebotica de una farmacia de San Antolín, decidieron formar un cortejo fúnebre bufo presidido por una sardina. A partir de entonces, la fiesta prendió entre los murcianos creciendo exponencialmente como lo acredita su declaración como fiesta de Interés Turístico Internacional en 2006.
La organización del festejo corre a cargo de los "Grupos Sardineros", quienes designan entre personalidades relevantes a un "Gran Pez" y a una "Doña Sardina" para que respectivamente ejerzan el padrinazgo y madrinazgo simbólicos de la fiesta.
Durante los días previos al Entierro, Murcia se encuentra extraordinariamente animada por el bullicio de charangas y pasacalles a la espera de la llegada del momento álgido, el sábado por la noche, cuando empieza a serpentear un desfile lúdico y variopinto que amalgama comparsas, un dragón articulado, gigantes y cabezudos, que anteceden a la "procesión" de carrozas dedicadas a los dioses del Olimpo.

### La Quema
Tras el paso de las carrozas con su preceptivo reparto ingente de juguetes, tiene lugar el paroxismo final de la quema de la sardina en Plaza Martínez Tornel, junto al Puente Viejo, acontecimiento que es culminado con una exhibición pirotécnica a modo de contrapunto último al recogimiento que Doña Cuaresma imponía en su reciente reinado de Semana Santa.

## Gastronomía
Durante las Fiestas de Primavera se consume la comida tradicional de la huerta murciana, variante de la cocina mediterránea. Durante las fiestas se establecen recintos al aire libre denominados barracas, en los cuales se sirve este tipo de gastronomía. Dichas barracas son construidas y sostenidas por las diferentes peñas huertanas de la Región de Murcia. Entre ellas podemos encontrar: Los Güertanos, El Apio, El Pimiento, El Pimentón, El Botijo, La Esparteña, etc.
Como entrantes, se encuentran las albóndigas de bacalao, bonito con tomate, caracoles, ensalada murciana, michirones, pisto murciano, de calabacín, tortilla de ajos tiernos, de habas, revuelto de verduras o zarangollo, sobrasada con queso, magra con tomate, morcillas, salchichas, longanizas.
Los guisos y carnes, conejo con ajo cabañil, empedrado, gachasmigas, magra frita con tomate, migas, mondongo, olla de cerdo, olla gitana, potaje de acelgas, trigo, arroces de verduras, con conejo y caracoles.
Como postres arroz con leche, buñuelos, leche frita, torrijas y paparajotes.

## Interés turístico Internacional
Las Fiestas de Primavera fueron declaradas de Interés Turístico Internacional.
Todos los murcianos y murcianas tenían una gran ilusión y empeño puestos en que sus fiestas más queridas recibieran tal distinción, y finalmente, en el año 2006 fueron reconocidas de manera internacional.